# Eddie Barry
Eddie Barry est un acteur américain, né le 25 octobre 1887 à Philadelphie, mort le 28 août 1966.

## Filmographie partielle
- 1919 : Rowdy Ann d'Al Christie
- 1920 : Her Bridal Nightmare (en) d'Al Christie
- 1925 : The Lost Express (en) de J. P. McGowan
- 1925 : Red Blood (en) de J. P. McGowan
- 1928 : Loose Change de Harold Beaudine